# ドラゴンボール ゼノバース
『ドラゴンボール ゼノバース』（Dragonball Xenoverse）は、バンダイナムコゲームスより2015年2月5日に発売された家庭用アクションゲームソフト。PlayStation 4、PlayStation 3、Xbox One、Xbox 360、PCの5種類のハードで発売された。

## 概要
全世界での累計出荷本数は約500万本を記録。続編の『ゼノバース2』を含めた全世界シリーズ累計出荷本数は1,000万本を超え、海外では日本以上に大ヒットを果たした。なお、PC版は日本では発売されていない（正確には日本国内では購入できない。なお、G2Aを使えばSTEAM版の購入は可能）。Xbox One版とXbox 360版は互換性機能によりXbox Series X|Sでプレイ可能。
本作は、原作者の鳥山明が全面監修を行うも日本でのサービスが行われなかった日韓共同製作のオンラインMMORPG『ドラゴンボールオンライン』と同一の設定に基づいて製作されている。これは、プロデューサーの平野真之によると「（本作の企画が始まった）ちょうどその頃、アジアで展開していた『ドラゴンボールオンライン』がサービスを終了することになっていて、これは鳥山明先生にも絵を描いていただいたり、監修をしていただいたりした、まだ日の目を見ていないものも含めて大量の設定や世界観があったんです。それらを僕らが最も得意とする家庭用ゲーム機で、しっかりと使わせていただきたいという理由もありました」とのこと。
『ドラゴンボールオンライン』が発表された後年に、鳥山明がストーリー原案などの製作に関わった『神と神』、『復活のF』、『超』などの内容は、後年に製作されたこともあって『ドラゴンボールオンライン』の歴史には含まれていなかったが、本作では正史の一部として含まれている。また、『元祖』や『Z』の原作にはなかった部分、『GT』、劇場版、OVAなどのアニメオリジナルストーリーは『ドラゴンボールオンライン』の歴史から排除されていたが、本ゲームではダウンロードコンテンツの追加要素として、ブロリーが出演した劇場版や『GT』の歴史にも介入できる。
2016年11月には続編である『ドラゴンボール ゼノバース2』が発売された。

## ストーリー
邪悪な何者かによって『ドラゴンボール』の歴史が改変され、強敵を前に悟空たちが敗北するという、本来とは異なる結末にされる。
セルとの闘いの後、タイムパトロールとなった未来の青年トランクスが、神龍に願い事をして「自分と一緒に戦ってくれる強い人」を呼び出す。
それがプレイヤーが操作する主人公自身であった。主人公はトランクスと共にタイムパトロールとして歴史を改変する邪悪な存在と闘い、そして悟空たち伝説の戦士らとも協力し、歴史の改変を食い止めることになる。

### 序章
トランクスが使ったドラゴンボールにより、神龍の願いによって呼び出された主人公。手始めにトランクスから手合わせをされ、実力を見込まれた後に歴史改変を食い止める「タイムパトロール」に勧誘される。

### サイヤ人編
何者かによってラディッツの力が強化された結果、ピッコロの魔貫光殺砲はかわされ、悟空だけが貫かれた。そして力を使い果たしたピッコロもまたラディッツの反撃によって倒され、歴史が変わってしまう。凶暴化でパワーアップし、悟飯の攻撃をかわして殺そうとするラディッツから駆けつけた主人公が悟飯を守る。悟空たちと共闘してラディッツを弱らせ、ピッコロが倒すことにより大きな改変は食い止められた。
ベジータとナッパの来襲する時代では大量に増えた栽培マンたちが大幅に強化され、クリリンやヤムチャたちは為すすべもなく死亡し、さらには大猿となったベジータとナッパの2人との戦いを強いられ、界王拳で応戦する悟空は窮地に陥る。栽培マンとの戦いに到着した主人公はナッパや大量の栽培マンを倒すが、歴史通りピッコロたちが殺される。悔しく思いながらも生き残った悟飯とクリリンを守りながら駆けつけた悟空と協力し、手強くなっていくベジータを撃破した。とどめを刺そうとするクリリンを止めた主人公に悟空は感謝し、ベジータも再戦を約束し去って行った。

### ギニュー特戦隊編
悟飯やクリリン、ベジータは倒され、ベジータの体を奪ったギニューは特戦隊のメンバーとともに悟空を攻撃。隙を突き、悟空の身体を奪い、パワーダウンした彼を一方的に打ちのめし、本来使えないはずのかめはめ波でとどめを刺す。時間を遡り、到着した主人公が見たものは何者かの手によって大幅にパワーアップしたベジータとギニューだった。その後2人は互角に渡り合うが、戦いの中トランクスは、ベジータはその肉体をチェンジによって奪われることが判明し、悟空と協力し、それを阻止するも不幸な事故で主人公自身がギニューと入れ替わる。悟空の策でギニューの姿で宇宙船に潜入し、事情を知った悟飯とクリリンとともにドラゴンボールの奪還に成功した。再び悟空の体を奪おうとするギニューの隙を見て主人公は体を取り戻すも、生き残ったグルドの金縛りで悟空はギニューに体を奪われる。悟空の体を取り戻すために主人公も戦い参加し、歴史通り悟空は体を取り戻し、ベジータとチェンジしようとしたギニューは蛙と入れ替わった。そして主人公は後にある2人組を発見する。

### フリーザ編
歴史の改変を行っていたのはトワという女性とミラという人造人間の仕業だった。彼らをなんとか追い払った主人公であったがその直後、凶暴化により残虐性が増したフリーザは、段階を置いて変身せずいきなり最終形態となって悟飯たちに襲い掛かる。太刀打ちできないまま一方的に打ちのめされ、悟飯の危機を感じた悟空は治療ポッドを抜け出して戦場に駆けつける。しかしまだ治療が終わっておらず、満身創痍のままフリーザとの戦いとなり、劣勢に立たされるという歴史が発見され、主人公はドラゴンボールが石になったところに到着する。クリリンたちを守りながら戦うも先ほどのようにフリーザはいきなり最終形態になる。主人公たちを追い詰めるも駆けつけたピッコロの協力もあり、なんとか全快した悟空が到着する。悟空の頼みで元気玉を作り時間稼ぎを任された主人公はフリーザと戦い、悟空の元気玉でフリーザは倒されたと思われたが歴史通りフリーザは生きており、クリリンを殺害。悟空は超サイヤ人と覚醒し、2人でフルパワーになったフリーザと戦い、凶暴化を解いた。ポルンガの出現に気付いた悟空は主人公に礼を言い、最後は自分一人で戦わせてくれと頼んだ。承諾した主人公は悟空の勝利を信じ、時の巣へ帰還したが時の界王神はこの急すぎる凶暴化にある疑問を持つ。

### セルゲーム編
トワの魔術によりセルとサタンは凶暴化によって大幅な力を引き出させられる。パワーアップしたセルジュニアたちやまるで別人のような残虐な超人と化したサタンによって地球の戦士たちは全滅。悟飯もまた真の力を目覚めさせることなくセルと戦い、かめはめ波の押し合いに敗北する。サタンが無謀にもセルに挑戦する時間に到着した主人公は、凶暴化でサタンを殺そうとするセルからサタンを守るも今度はサタンが凶暴化し、トワの魔術で本来使えない舞空術や気功波を使えるようになった彼と戦う。サタンの暴走を止めた主人公はセルジュニアからクリリンやヤムチャたちを守るために戦う。その途中で悟飯が凶暴化し、本来の歴史以上の残忍性を見せていた。原因を突き止めるため、セルジュニアを撃破した主人公はトワたちを発見し、阻止した。正気を取り戻した悟飯であったがパワーダウンし、パーフェクト完全体になったセルに追い詰められるも悟空の応援や主人公の協力によってセルは悟飯によって倒された。

### 未来の人造人間編
次にトワが狙ったのはトランクスの命だった。彼女は未来の人造人間17号と18号を強化させ、その時代のトランクスを抹殺させることで歴史から抹消しようとしていた。改変の影響によって姿が透明になり始めるトランクス。間もなく消えてなくなる予兆だった。それを阻止した主人公だが、まだトランクスの異常は治らない。困窮する主人公の前にドミグラと名乗る男が現れ協力を申し出る。導かれた先では未来へ帰還したトランクスの姿があり、そこへ現れたのは、その時間において17号と18号を吸収し完全体となったセルだった。最強の敵に苦戦する主人公とトランクスだったが、力を合わせセルを倒した。トランクスは主人公に事情を聞こうとするも「いつかわかる日が来る」と主人公は言い残し、時の巣へ帰還した。

### 魔人ブウ編
悟空は超サイヤ人3となって魔人ブウ（善）と戦うが、ブウはトワの魔術によって大幅にパワーアップを果たしていた。3体に分かれ、悟空に襲い掛かる。そこへ横槍を入れようとしていたのは人造人間ミラであった。それを防ぐべく立ちはだかる主人公とミラは一騎討ちを行う。ミラは主人公によって粉砕されトワは撤退し、主人公の活躍でブウ（善）の凶暴化も解け、死なずに済んだ。帰還した主人公の手に禍々しい気があることに気付いたトランクス。時の界王神はその気にある「魔神の紋章」に気付き、すぐさま浄化した。以前、協力を申し出たドミグラは7500万年前に時の巣を襲撃し、時の界王神との戦いの最中に発生した次元の狭間に取り込まれ、封印された。
ドミグラの目的はトワと主人公たちを衝突させて消耗させることで、手助けしたのも「魔神の紋章」で相打ちにさせるのが狙いだった。トワの企みのおかげで歴史が捻じ曲げられることでその封印は徐々にほころびを見せ始めていた。ドミグラの罠を時の界王神が打ち破り、主人公は再びタイムパトロールに出る。そこにはドミグラがピッコロを洗脳し、悟天、トランクスの2人を襲わせるも主人公に阻止される。しかし、魔人ブウ（悪）が出現し、修行を中断して悟天とトランクスはフュージョンして応戦するも追い詰められる。今度は潜在能力を解放した悟飯が駆けつけ、一緒に戦うもドミグラは横槍をいれ、最初の純粋な魔人ブウに戻し、凶暴化させてさらにパワーアップさせる。悟飯と激しい攻防を繰り広げる中、凶暴化で戦いをやめ、魔人ブウ（純粋）は何の迷いもなく地球を破壊し、悟飯たちを消滅させた。悟空たちによって運良く界王神界に避難できた主人公は悟空と協力し、魔人ブウ（純粋）と戦う。魔人ブウの圧倒的な強さにベジータの案で元気玉を作ることになり、サタンの説得で地球人から元気を貰い、超元気玉は完成し、主人公と悟空が放った元気玉で魔人ブウは消滅した。

### 破壊神ビルス編
次にドミグラが狙ったのは破壊の神の洗脳だった。ビルスの洗脳を恐れた時の界王神はすぐさま主人公を送り込むも、最強の強さを誇るビルスに追い詰められる。超サイヤ人ゴッドになった悟空も善戦するも敗北を認める。密かにビルスを洗脳しようと魔術を行使するドミグラによってビルスは地球を破壊しようとし、これで自分の理想の新世界ができると大笑いするドミグラであったがビルスは洗脳されていなかった。自分を洗脳しようとするドミグラを倒すため、主人公と協力し、追い払うことに成功した。ドミグラの言葉を気になったビルスは主人公の後をつけ、時の巣に現れる。

### 魔神ドミグラ編
ドミグラはドラゴンボールの願いによってフリーザ、セル、ブウを復活させ凶暴化させる。ビルスたちの修行を終えた主人公は地球で暴れる3人の制圧に苦戦するも、そこへ駆けつけたのは同じく時の界王神によってドラゴンボールで召喚された悟空だった。彼女から話を聞いた悟空は主人公とともにかつての強敵たちを撃破するも、次に現れたのはドミグラに洗脳されたベジータ、悟飯、ゴテンクスだった。洗脳された仲間に呼びかけをする悟空とトランクス。戦いの末、ベジータたちは正気を取り戻した。悟空はフリーザたちによって破壊された地球を直すべく、まだ使われていないナメック星のドラゴンボールを使うため、ドミグラを主人公に任せた。そして歴史の改変によって時空の歪みが発生し、ドミグラが封印を破り復活する。現世に君臨した彼は時の界王神への復讐と、自身が神になるべく時の巣へ魔手を伸ばし、今度はトランクスが洗脳される。主人公と駆けつけた悟空の最後の戦いが始まる。

### 本編クリア後

#### 伝説の超サイヤ人ブロリー編
ドミグラは時間経過によって発動する魔術「ワームホール」を仕掛けていた。そのワームホールに吸い込まれたのは悟空の父親バーダックで、フリーザが惑星ベジータを破壊する直前に別の時代に飛ばされる。そして伝説の超サイヤ人ブロリーも悟飯たちとの戦いの最中に吸い込まれる。吸い込まれた2人が導かれたのは、悟空がフリーザと死闘を繰り広げるナメック星だった。崩壊寸前の惑星にて、悟空を殺そうとするブロリーからフリーザを倒す悟空を守るため、バーダックがブロリーに挑むもポルンガの願いで3人は地球に移動させられる。ブロリーの圧倒的な強さに追い詰められる主人公とバーダック。そこに同じく地球に移動させられたベジータと落ち合い、ベジータのパワーボールでバーダックは大猿になり、主人公と共に反撃を仕掛ける。

### ダウンロードコンテンツ

#### ドラゴンボールGT編
ドミグラが仕掛けたワームホールは他にも存在した。ベビーによって洗脳され、しもべにされたトランクスを凶暴化させ、より残忍で卑劣な存在に変え、パンを襲わせた。さらに大猿と化したベビーまでもが凶暴化の影響を受ける。超サイヤ人4へと覚醒した悟空も自分の復讐のために罪のない者を平気で巻き込むベビーに憤り追い詰めるも、戦いの途中でワームホールによってベビーが別の時代に飛ばされる。一方、別の歴史では超17号や地獄から蘇った悪人たちまでパワーアップを引き起こし、隊長不在のギニュー特戦隊と人数合わせとベジータ復讐の利害一致でその一員になったナッパが主人公の前に立ちはだかる。前回の戦いから正気を取り戻した現代のトランクスや駆けつけてきた悟空の協力もあり、地獄の戦士や凶暴化した超17号を倒すが今度は超17号がワームホールで別の時代へ行く。さらに別の歴史では正々堂々の精神を持つ四星龍が凶暴化の影響を受けていた。彼らしからぬ戦いに苦戦するも悟空の協力もあり、なんとか凶暴化を解くが、今度はより残忍で卑劣になった三星龍がパンを襲っていた。主人公はパンと協力して三星龍を倒すが、そこに全てのドラゴンボールを吸収した超一星龍が現れた。超サイヤ人4になったベジータも応援に駆けつけ、悟空とフュージョンし、最強の戦士ゴジータとなって超一星龍を圧倒する。しかし突然ワームホールによって別の場所に飛ばされ、そこで他の歴史でワームホールに飛ばされたベビーと超17号が現れた。これこそがドミグラが仕掛けた最後の罠であった。3人の超戦士をこの場に集結させ、そして同じく引き寄せた悟空を倒させようというものだった。主人公を見た彼らは結託し、ゴジータと主人公に襲い掛かり2対3の戦いとなるが倒される。悟空とベジータは主人公に礼を言い、さらにベジータは心配で駆けつけたトランクスと久々の再会を果たす。そして主人公はトランクスとともに共に時の巣へと帰っていった。

## キャラクター
主人公（プレイヤー）
プレイキャラクターとなる「キミ自身」（プロモーションビデオでは「YOU」と紹介されている）。神龍の願いによってトランクスのもとに呼び出され、歴史改変を食い止めるタイムパトロール隊員として邪悪な存在と戦う戦士になる。次第に目覚しい活躍と才能を開花させていき、魔術によって強化されたトランクスを打ち破るほどの力量を見せ、魔人ブウ（悪）と互角に渡り合うと評されるほどの戦士となる。一度ドミグラに倒され、意識を失うも不思議な空間で自分がやられる歴史が書かれた「終わりと始まりの書」を発見し、自分が殺される歴史を自分自身で改変することで悟空たちを救った。
登場人物たちから好意的に迎え入れられることが多く、本来なら悪人であるはずのフリーザやセル、未来の17号まで主人公のことを気に入っているという。
後にビルスに弟子入りした際は「キミなら自力で悟空とベジータに追いつける」と評され、超サイヤ人ゴッドとなった悟空とは時間切れまで戦い抜き引き分けとなった。キャラクターメイキングにより、種族・性別・服装などを自由にカスタマイズ可能で一部の戦闘では種族によって反応が変わる。また必殺技も覚えたものは自由に設定できる（ただし種族限定の技もいくつか存在する。またすべての技を取得できるわけではない）。
またドラゴンボールを7個集めることで神龍を呼び出し、ステータスの振り直しや容姿の変更が可能。ここでしか手に入らない衣装や技も存在するので、すべての要素をやり込むには何度も呼び出さなければならず、呼び出す回数が増えると神龍の反応が変わる（「またお前か…」など）。
本作『ゼノバース』のセーブデータを持っている状態で次作『ゼノバース2』をプレイすると、本作『ゼノバース』で魔神ドミグラから世界を救ったタイムパトロールの偉大な「先輩」としてストーリーにも登場する。意思表示はするが喋ったりすることはない。
選択できる種族
地球人、サイヤ人、ナメック星人、魔人族、フリーザ一族の5種族から選択することができる。
地球人
気を扱う技巧に優れるバランスの良い戦士。技力が自動回復するため必殺技を多用しやすく、打撃・気弾ともに性能もいい。
だが特殊な能力はないため、主人公が地球人だとセルからは「弱者をいたぶる趣味はない」と言われ、フリーザからは「地球人ごとき一瞬で粉々にしてやる」など格下と見られる。
サイヤ人
宇宙に名を馳せる戦闘民族。作中では度々、生き残ったサイヤ人の一人として悟空たちから驚かれる。
必殺技で「超サイヤ人」を取得すれば変身が可能（毛髪の色や瞳の色は変化するが、頭髪は逆立たない）。今作では「超サイヤ人2」までの変身が可能で、一部のムービーでは変身したままの姿で登場する。
フリーザに師事する際には「今度は腹心として鍛え上げる」と好意的に迎えられる。
ナメック星人
ナメック星人の中でも希少な「戦士タイプ」のナメック星人。高い戦闘力を持つ。
「突然変異のナメック星人」の存在も作中で語られているが詳細は不明。
魔人族
ミスター・ブウが、千切った自身の肉体の一部に魔法によって命を吹き込んで誕生した赤ちゃん魔人たちが繁栄した新たな種族。
ブウが魔人族を創り出した理由は「同じ種族の仲間がいなくて寂しかったらしい」と語られている。
新しい種族なので周囲からは珍しがられており、ピッコロからは「変な格好な奴」、天津飯からは「奇妙な服を着ている」と言われる。
フリーザ一族
フリーザとその父親コルド大王は突然変異種であるため邪悪な心を持っていたが、同種族のすべてが邪悪な存在ではないと語られる。だが、フリーザと因縁がある種族からは、あまり好意的に見られない。
なお、ザーボンとクウラからは「裏切り者」と憤慨され、セルからは「友達はちゃんと選べよ。トランクス」と言われる。
孫悟空
声 - 野沢雅子
本作のもう一人の主人公と言える存在。主人公がもっとも関わることになる戦士であり、突然現れる主人公に驚きながらも、協力しながら強敵たちに挑む。基本的に悟空たちは時を司る巻物「終わりと始まりの書」による並行世界の人間であるため主人公のことは覚えていないが、終盤ではドラゴンボールを使った時の界王神に召喚され、フリーザたちやドミグラと戦う主人公を助けに駆けつける。なお、悟空は唯一トワやドミグラの魔術が効かない（理由は不明だが、悟空いわく超サイヤ人ゴッドに覚醒しドミグラと同じく神の力をその身に取り込んでいるからでは、と推測している）。DLCのドラゴンボールGT編ではプレイヤーのことは覚えている様子。またGT版の悟空でビルスと戦うと「久しぶりだ」と挨拶する。GT編終盤では超サイヤ人4ゴジータとなって主人公と共闘し、大猿ベビー、超17号、超一星龍を倒した。
トランクス
声 - 草尾毅
セルとの闘いの後、タイムパトロールとなった未来の青年トランクス。タイムパトロール隊員で主人公の良きパートナー。本作では黒いジャケットを着用し、背中に剣を背負った姿で登場。かつて人造人間編において、世界を救うためとはいえ歴史を変えてしまった罪の重さを知り、贖罪のために時の界王神の手伝いをしており、今ではこの仕事にやりがいを感じているという。時の界王神の話によると、本当はトランクスのやむを得なかった事情も知っており、歴史改変の件は見逃すつもりだったが、人手が欲しかったため、その件を盾にしてトランクスをタイムパトロール隊員に勧誘したらしい。
過去の経験もあり、無闇に別の時代に干渉することができないため、基本的に主人公に改変修復を依頼するが、場合によってはその時代の歴史に干渉しないように配慮しつつ戦いに参加することもある。真面目な性格であり歴史改変の事態に困惑したり、時の界王神に振り回されるなど原作に比べ、コミカルな一面を見せている。また父ベジータを気にかけており、ベジータがギニューに体を奪われた時に動揺したり、破壊神ビルスとの戦いで悟空以上のパワーで戦うベジータに興奮するなどしている。DLCのドラゴンボールGT編のラストでは超サイヤ人4になった父、ベジータと再会を果たした。
時の界王神
声 - 伊藤かな恵
時を司る界王神。未来の世界（エイジ850）のトキトキ都にある「刻蔵庫」に住んでいる。見た目は幼い少女だが実年齢は7500万歳を超える。性格はお転婆な直情型ですぐに怒るが、界王や東の界王神と同じく、破壊神であるビルスには頭が上がらない様子。またトランクスいわく時の界王神の料理は邪悪龍より凶悪らしくトランクスや主人公は腹痛に苦しむはめになった。ビルスも過去に一度口にしたことがあったのか、彼女からおいしいご飯を御馳走すると誘われた際、断った。本人は自分の料理の腕前をまったく自覚していない。トランクスの話によると機械に興味があり、よくトランクスに持ってこさせるが、飽きっぽいのですぐに片づけを押し付けるらしい。
本作のオリジナルキャラクターであり、デザイン当初は長身でグラマーだったが鳥山明の監修を経て「年齢とのギャップがいい」ということで「可愛らしい子供の姿にデザインされた。本作の物語の原典となるMMORPG『ドラゴンボールオンライン』でも、トランクスにタイムパトロールの任を与えた者として、その存在が示唆されていた。アーケードカードゲーム『ドラゴンボールヒーローズ』にも登場しており、ゲームシリーズで初めてバトルキャラクターとして参戦した。ゴッドミッション第7弾では7500万年前の若い頃の彼女が登場し、この当時は「クロノア」という名の界王だったことが判明する。
トキトキ
声 - 後藤哲夫
時の界王神のパートナーであり、時を作るとされる不思議な鳥。彼女が生まれた時からずっと主にしている。「トーキー」としか喋れない。終盤でドミグラに取り込まれるが、助けに来た主人公によって救出される。なお、主人公がドミグラに敗れ意識を失った際、トキトキの声が聞こえる場面があったが、主人公を空間を連れてきたのはドミグラに取り込まれたトキトキの能力によるものなのかは不明である。
本作のオリジナルキャラクターであり、鳥山明の監修を経てフクロウに似た姿にデザインされた。
トワ
声 - 勝生真沙子
暗黒魔界の科学者の女性で、魔王ダーブラの妹でもある。落ち着いた雰囲気をかもし出す妖艶な女性だが、目的のためには手段を選ばず、邪魔なトランクスを歴史改変で消そうとするなど冷酷な人物である。歴史を改変することは実験と語っており、多くの戦士たちからキリ（エネルギー）を集め、ミラを最強の戦士にしようと画策している。また彼を新たな「暗黒魔界の王」にするつもりだという旨の発言もしている。ミラが主人公に敗北し破壊されたため撤退したが、後に破壊されたボディから彼の肉片を回収。まだ計画を諦めた様子もなく立ち去っていった。DLC第2弾ではトワとミラの二人と直接対決のクエストが実装された。ストーリーのGT編をクリアした後でワームホールから出てきたトワとミラと対決となり、勝利すればプレイアブルキャラクターとなって操作可能になる。ミッションに連れていくこともできるが、元は敵と言うこともあり、あまり主人公に好意的な発言はしない。戦闘では普段は見せない一面を垣間見せており、ダメージを受けると激怒したり、戦いそのものを楽しんでいるような言動を行う。
元は本作品の物語の原典となる『ドラゴンボールオンライン』のキャラクター。アーケードカードゲーム『ドラゴンボールヒーローズ』のゴッドミッション第3弾では重要キャラクターとして登場し、第4弾以降からバトルキャラクターおよびプレイヤーカードとして登場している。この時、兄のダーブラを「お兄様」と呼んでおり、ゴッドボスとして登場した際にはお互い助け合うなど兄妹仲は良い様子。第5弾では地獄の力を手にいれ「暗黒トワ」としてパワーアップし、『ドラゴンボールGT』の世界を中心に悪事を続ける。
続編『ゼノバース2』にも続けて登場。こちらでは一貫して黒幕となり、歴史改変によって暗黒魔界を復活させようとする。
ミラ
声 - 高橋広樹
暗黒魔界の戦士。実はトワによって生み出された人造人間だが、当人はその事実を知らない。様々な戦士たちから集めたキリ（エネルギー）によって、未来の世界では敵なしの戦士となっていた。邪悪な存在ではあるが、人数的に有利な状況でもあえて一対一での勝負にこだわったりと、戦士としてはフェアな側面も覗かせている。しかしその一方で、自身を「最強」の存在と証明することに凄まじい執念を見せる。主人公との一騎討ちの際に、擦れ違い様に気功波を放つが避けられ、それにより生じた隙に気功波のカウンターを撃ち込まれて敗北した。しかし完全には消滅しておらず、ドミグラが敗れた後にトワによって肉片が回収された。DLC第2弾ではGT編クリア後にワームホールから出てきたトワとミラが登場。トワと同じく勝利すれば操作可能になる。元は敵なので主人公に好意的な発言はしないが、ピンチの時には気にかけているようなセリフも発する。
元は本作品の物語の原典となる『ドラゴンボールオンライン』のキャラクター。『ドラゴンボールヒーローズ』にも登場し、ゴッドミッション第3弾では「超（スーパー）ミラ」にパワーアップを果たす。
続編『ゼノバース2』では完全復活を果たした状態で登場。トワと共に再び暗躍する。
魔神ドミグラ
声 - 鳥海浩輔
「魔神」を自称し暗躍する魔導師の男。一人称は「私」（死に際だけ「俺」と述べている）。様々な魔術を行使し、対象の精神を洗脳し、さらには肉体を強化して操ることができる。7500万年前、自分こそが神に相応しいと「刻蔵庫」のある「時の巣」を襲撃するが、時の界王神との戦いの際に発生した次元の狭間に落ちてしまい封印されてしまった。しかし7500万年の間に力を蓄え続け、自らの幻影を各時代に出現させ、歴史を本来とは違った流れにすることで時空を狂わせようと暗躍。歴史の流れを狂わせることで時空を歪め、裂け目を生み出し、復活を目論む。この執念深さについては時の界王神から気味悪がられていた。
フリーザ、セル、魔人ブウといった歴代の強敵たちのみならず、悟飯やベジータなどの悟空の仲間の戦士たちまで操り計画を着々と進行させ、遂に復活を迎える。そしてトキトキを体内に取り込み「神」としての力を得た。一度は主人公を殺害し、主人公を心配する悟空の隙を突いて彼をもねじ伏せる。そして「刻蔵庫」を破壊することで全ての時間と歴史を破壊しつくし、そこに新たな世界を築こうとした。しかし「主人公が敗北する」という歴史そのものをプレイヤーによって改変され、ついに一騎討ちの勝負となる。蓄えた全ての力を引き出し巨大なモンスターのような姿の「最終形態」となったドミグラは、主人公と駆けつけた悟空の二人と激しい最終決戦を繰り広げる。最後の一撃として巨大なエネルギーをまとって突進するが、主人公と悟空のかめはめ波に押し返され消え去った。
本作のオリジナルキャラクターであり、完全にゼロからデザインされた。『ドラゴンボールヒーローズ』のゴッドミッション第7弾では7500万年前の若い頃のドミグラが登場する。この過去の姿のキャラクター名には「魔神」が付いておらず「ドミグラ」となっている。その当時は天界の魔導師で、元は時の界王神と共にトキトキの世話をしていた。この頃は言葉遣いも丁寧。だが未来から来た自分自身と出会ったことで、配下の魔導師2人（グレイビーとプティン）と共に、歴史改変に現れた自分自身に加担する。ゴッドミッション第10弾では、最終形態から人型サイズに戻るもモンスター的な特徴を残した再なる進化を遂げた「魔強化形態」が登場する。
破壊神ビルス
声 - 山寺宏一
劇場版『ドラゴンボールZ 神と神』や『ドラゴンボールZ 復活の「F」』、『ドラゴンボール超』に登場している第7宇宙の破壊神。その強さから界王や界王神だけでなく、ベジータ王やコルド大王などからも恐れられている。元々は「終わりと始まりの書」の人物だったが悟空との戦いの最中、自分を洗脳しようとしたドミグラの企みが気になり、付き人で師匠であるウイスと共に主人公について来て時の巣に現れた。ドミグラを見つけたら破壊しようと考えるが時の巣まで破壊しかねない危険性から時の界王神に止められ、トランクスの説得もあり、主人公がドミグラを倒せる技量があるか試すためにウイスと共に修行をつけることに。そして認めた後は「次に目を覚ますまで待つ」と言い残して去っていく。エンディングでは、実は眠っておらず主人公がドミグラを倒すのを見守っていたことが明らかになり、タイムパトロール隊員たちの今後の成長を楽しみにしながら、そのまま帰っていった。しかしクリア後の時の巣に登場し、主人公の師匠となってくれる。ただし最初はあまり乗り気ではなく、主人公を鍛えるうちに興味を惹かれ始め、最終的には「キミなら自力で悟空とベジータを超えられるかもしれない」「だから僕がキミを鍛えるのはフェアじゃない」と述べ、弟子を卒業させた。

## 師匠とクエスト
条件のパラレルクエストをクリアすると、トキトキ都のどこかに師匠に出現するキャラクターに弟子入りできる。師匠が出すクエストをクリアすると師匠が持っている必殺技やアイテムがゲットできる。
孫悟空
声 - 野沢雅子
多重残像拳、元気玉、10倍かめはめ波、超かめはめ波
ミスター・サタン
声 - 石塚運昇
ダイナマイトキック、プレゼント・フォー・ユー、ローリングサタンパンチ、救世主参上
ゴテンクス
声 - 野沢雅子（孫悟天）、草尾毅（トランクス）
ギャラクティカドーナツ、連続死ね死ねミサイル、ゴーストカミカゼアタック、スーパーゴーストカミカゼアタック
孫悟飯＆ビーデル
声 - 野沢雅子（孫悟飯）、皆口裕子（ビーデル）
イーグルキック、気合砲、ホークチャージ、ジャスティスコンビネーション
ギニュー隊長
声 - 小西克幸
ファイティングポーズF、ファイティングポーズA、ミルキーキャノン、ボディチェンジ
フリーザ
声 - 中尾隆聖
デスビーム、デスクラッシャー、エンペラーサイン、スーパーノヴァ
人造人間18号
声 - 伊藤美紀
パワーブリッツ、エンドレスシュート、デッドリーダンス、気円双波斬
ベジータ
声 - 堀川りょう
フィニッシュブレイカー、ギャリック砲、シャインショット、ファイナルフラッシュ
ピッコロ
声 - 古川登志夫
爆力魔波、超爆力魔波、激烈光弾、魔貫光殺砲
クリリン
声 - 田中真弓
多林連撃、気円斬、散弾後退、拡散かめはめ波
破壊神ビルス
声 - 山寺宏一
デコピン、破壊神の怒り、破壊玉
セル
声 - 若本規夫
オールクリア、グラビティインパクト、パーフェクトショット、パーフェクトかめはめ波
天津飯
声 - 緑川光
排球拳、どどん波、気功砲、新気功砲
ヤムチャ
声 - 古谷徹
正拳気弾突き、死んだふり、狼牙風風拳、繰気弾
パン
声 - 皆口裕子
成敗覚悟、乙女バースト、フェイントショット、乙女ブラスト
ジャコ
声 - 花江夏樹
エリートビーム、ヒーローポーズ、エリートシューティング、スーパーエリートコンボ
老界王神
声 - 田中亮一
老界王神のダンス

### ダウンロードコンテンツ
公式サイトにて
| 名称               | 内容 | 配信日        |
| ------------------ | --- | ------------- |
| GT編（前編）パック | 新タイムパトロールエピソード：GT編×4 新キャラクター「孫悟空（GT）」 新キャラクター「トランクス（GT）」 新キャラクター「パン（GT）」 新師匠「天津飯」 新師匠「ヤムチャ」 など      | 2015年3月19日 |
| GT編（後編）パック | 新タイムパトロールエピソード：GT編×3 新キャラクター「ミラ」 新キャラクター「トワ」 新キャラクター「三星龍」 新キャラクター「四星龍」 新師匠「パン」 など                          | 2015年4月8日  |
| 復活のF編パック    | 新キャラクター「SSGSS孫悟空」 新キャラクター「SSGSSベジータ」 新キャラクター「ゴールデンフリーザ」 新キャラクター「超サイヤ人4ベジータ」 新師匠「ジャコ」 新師匠「老界王神」 など | 2015年6月9日  |

### 初回封入特典
プレイアブルキャラクター「ジャコ」が入手できるダウンロードコード。
キャラクターカスタマイズ用「亀仙人」セットが入手できるダウンロードコード。
『ドラゴンボールヒーローズ』バトルカード「トランクス（ゼノ）」。
『ドラゴンボールZ ドッカンバトル』ゲーム内キャラクター「トランクス（ゼノ）」がもらえるシリアルコード。